# 新华社平壤分社
新华社平壤分社，是新华社驻朝鲜平壤的新闻派出机构。

## 历史
1949年9月16日中宣部致电东北局，派丁雪松任新华社驻平壤特派员，刘桂梁为记者。1949年9月21日平壤分社成立。丁雪松是东北行政委员会驻平壤商务代表，在北平接受新华社社长胡乔木和副社长兼总编辑陈克寒谈话负责筹办平壤分社。1950年初，丁雪松正式任平壤分社社长。1950年9月，丁雪松奉命归国，刘桂梁接任分社社长。